# Францишка Темерсон
Францишка Темерсон (28 червня 1907, Варшава, Російська імперія — 29 червня 1988, Лондон, Велика Британія) — польська, пізніше британська, художниця, ілюстратор, режисер і художниця сцени.

## Біографія
Дочка художника Якуба Вайнлеса Францишка Темерсон народилася у Варшаві в 1907 році. У 1931 році вона закінчила Музичний університет імені Шопена та Варшавську школу образотворчих мистецтв. З 1938 по 1940 рік вона жила в Парижі, а потім з 1940 року жила в Лондоні до своєї смерті в 1988 році. Головним чином, вона стала відома, як художниця, хоча протягом усього життя працювала в кількох інших галузях візуального мистецтва: ілюстрації, сцени та графічного дизайну.
Францишка співпрацювала з чоловіком, письменником Стефаном Темерсоном, під час створення експериментальних фільмів: Apteka [Аптека] (1930), Європа (1931—1932), Drobiazg Melodyjny [Музичний момент] (1933), Zwarcie [Коротке замикання] (1935) і Przygoda Czlowieka Poczciwego [Пригода доброго громадянина] (1937). З них зберігся лише останній. Всі вони були зняті у Великій Британії. Під час другої світової війни створено «Calling Mr. Smith» (1943) — розповідь про нацистські злодіяння в Польщі, а також "Око і Вухо (1944/45), дослідження візуалізації музики. У 1980-х роках у Польщі був зроблений «римейк» Європи, а неповна копія оригінального фільму була знайдена в архіві Берліна в 2019 році.
Францишка Темерсон ілюструвала книги для дітей, написані її чоловіком та іншими авторами, а в 1948 році заснувала разом із чоловіком вигадливу видавничу компанію «Gaberbocchus Press», художнім керівником якої вона була. Вона була названа на честь латинізованого терміну «Жербельковт» від «Аліси» Льюїс Керролла, придуманого дядьком Керролл Хассардом Доджсоном. За 31 рік газета Gaberbocchus Press опублікувала понад шістдесят творів, включаючи праці Альфреда Джаррі, Курта Швіттерса, Бертрана Рассела та самих Themersons. «Убу Рой» Альфреда Джаррі було його флагманським виданням, що публікувалось у багатьох виданнях і досі друкується.
Вклад Темерсон як ілюстратора надзвичайно покращив графічну оригінальність дизайну книг Габербокха. Окрім публікацій у багатьох журналах по всьому світу, кілька колекцій її малюнків були видані як книги: «Сорок малюнків для друзів», Лондон 1940-42 (1943), «Шлях, що йде» (1954), «Сліди життя» (1969) та «Музика» (1998)).
Францишка Темерсон створювали проєкти для лялькових театрів за п'єсами Убу Рой, Убу Енхайна та Бертольта Брехта «Тригрошова опера», зроблені, головним чином, для Marionetteater в Стокгольмі, в 1960 — ті роки, які гастролювали по всьому світу протягом десятиліть, до міжнародного визнання. Згодом багато хто з них виставлявся у лондонському Національному театрі в 1993 році.
Мистецькі праці Францишки Темерсон демонструвалися під час численних персональних виставок: галереї One One One (1957, 1959); Галереї Дріана, 1963; Zachęta, Варшава, 1964; Нова галерея, Белфаст, 1966; Галерея Демарко, Единбург, 1968; Ретроспектива в Художній галереї Вайтчепел, 1975; Грунебаум, Нью-Йорк, 1978; Лодзь, Варшава, Вроцлав, 1981—1982; Nordjyllands Kunstmuseum, Ольборг, 1991; Центр Гарднера, Університет Сассекса, 1992; Гданськ, 1993; Галерея Редферн, 1993; Національний театр, 1993; Королівський фестивальний зал, 1993. Імператорський воєнний музей, 1996; Кордегарда, Варшава, 1998; Art First, Лондон, 1999 та 2001; К. К. Замек, Познань, 2004; Європейський дім, Лондон, 2013; GV Art Gallery, Лондон 2013; Музей мистецтв у Лодзі, 2013.
Колекція вітальних листівок Темерсон «Габербоккус» знаходиться у колекції Національної бібліотеки Польщі.

## Книги, проілюстровані Францішкою Темерсон, видані газетою Gaberbocchus Press
- Езоп, Орел і Лисиця &amp; Лисиця та Орел: дві семантично-симетричні версії та переглянутий додаток (розроблений Стефаном Темерсоном). 1949 рік
- Стефан Темерсон і Барбара Райт. Містер Роуз будує свій дім. 1950 рік. (Переклад оповідання для дітей "Pan Tom buduje dom " Стефана Темерсона, 122 малюнки Францишки. Оригінальна польська версія опублікована у Варшаві, 1938 р.) Тейт 2013.
- Стефан Темерсон. Вуф Вуфф, або Хто вбив Ріхарда Вагнера? Новела з малюнками Францишки Темерсон. 1951 рік
- Альфред Джаррі. Убу Рой. Драма в п'яти діях, за якою слідує Пісня розбещення. Перший англійський переклад та передмова Барбари Райт. Малюнки Францішки Темерсон. 1951 рік
- Бертран Рассел. Абетка доброго громадянина. Пригода в злому гуморі. Ілюструвала Францишка Темерсон. 1953 рік. Tate 2017.
- Стефан Темерсон. Лекція професора Ммаа, роман про комах. Передмова Бертрана Рассела. Ілюструвала Францишка Темерсон. 1953 рік
- Стефан Темерсон. Пригоди Педі Ботто. Історія, яку проілюструвала Францишка Темерсон. 1954 рік
- Ремон Кено . Троянський кінь на узліссі. Переклад Барбари Райт. Фронтиспіс Францишки Темерсон. 1954 рік. Чорна серія № 2
- Францишка Темерсон. Шлях, яким він йде. Книга мультфільмів. 1954 рік. Чорна серія № 3
- C. H. Сіссон. Версії та збочення Гейне. Англійська версія 14 політичних віршів Генріха Гейне. 1955 рік. Чорна серія № 4
- Незалежний від Габербокха. Широкий аркуш про Габербокха з уривками з книг та оглядів. 1955 рік
- Стефан Темерсон. фактор Т. Нарис про людську природу та про вірування, укладений Семантичною сонатою та покажчиком. Малюнки Францишки Темерсон. 1956 рік. Чорні серії № 8-9.
- Перший десяток різних авторів. (Чорна серія в одному томі), 1958
- Гарольд Ленг та Кеннет Тайнан. Пошуки Корбетта. Написано для радіо. Презентація Францишки Темерсон. 1960 рік
- Анатоль Штерн. Європа. Репродукція факсиміле однієї з перших польських футуристичних поезій, 1925 рік. З польської переклали Майкла Горовіца та Стефана Темерсона. Ілюстровано кадрами із загубленого фільму Темерсонів 1932 року. 1962 рік
- Бертран Рассел. Історія світу в епітомі (Для використання в марсіанських дитячих школах). 1962 рік
- Францишка та Стефана Темерсона. Семантичні дивертисменти. 1962 рік
- Стефан Темерсон. Баямуса і Театр семантичної поезії. Семантичний роман. 1965 рік
- Францишка Темерсон. Сліди життя. Малюнки. 1969 рік
- Стефан Темерсон. Спеціальне відділення. Роман. 1972 рік
- Стефан Темерсон. Святий Франциск і Вовка Губбіо, або Ягнячі відбивні брата Франциска. Опера. 1972 рік
- Стефан Темерсон. Логіка, етикетки та плоть. 11 нарисів. 1974 рік
- Стефан Темерсон. Бажання створювати бачення. Нарис про фільм. 1983 рік
- Ніколас Водлі, вид. Малюнки Францишки Темерсон, 1991 рік
- Стефан Темерсон. Збірка вірші. 1997 рік
- Францишка Темерсон і Стефан Темерсон, Неопубліковані листи. листування, щоденники, малюнки, документи 1940—1942 . Gaberbocchus & De Harmonie. 2013 рік

## Інші книги, проілюстровані Францишкою Темерсон
- травень d' Alençon, Tricoti Tricota. (as Françoise Themerson). Париж. 1939
- травень d' Alençon, Le Cochon Aerodynamique. (as Françoise Themerson). Париж. 1939
- Forty drawings for friends: Лондон 1940—1942 privately printed. 1943
- Mary Fielding Moore: The Lion Who Ate Tomatoes, and other stories. Sylvan Press. 1945.
- Lewis Carroll, Through the Looking Glass and What Alice Found There, 1946, (first published Inky Parrot Press. 2001).
- My First Nursery Book. George G. Harrap & Co., 1947; Tate 2008.
- Ronald Bottrall, The Palissades of Fear. Editions Poetry Лондон. 1949
- Aesop, The Eagle & the Fox, and the Fox & the Eagle. Gaberbocchus 1949
- Stefan Themerson, Mr Rouse Builds His House. Gaberbocchus. 1950
- Stephen Leacock, The Unicorn Leacock. Hutchinson, 1960.
- Franciszka Themerson, UBU. a comic strip, Bobbs-Merrill, Ньй-Йорк, 1970 (other, translated editions, 1983—2014)
- Franciszka Themerson, Лондон 1941-42. privately printed 1987
- Franciszka Themerson, Music. A Suite of Drawings. Themerson archive. 1998.
- Franciszka Themerson, A view of the World: Drawings by Franciszka Themerson. Obscure Publications. 2001
- Stefan Themerson (trans. Barbara Wright), Fragments from Darkness. Obscure Publications. 2001.
- Stefan Themerson, The Table that Ran Away to the Woods. Tate 2012

## Виставки
- Лондон Group, New Burlington Galleries, лютий — березень 1951
- Arts Society of Paddington: Exhibition of Paintings and Sculpture by Contemporary Paddington Artists — Odeon Cinema, Edgware Road, Лондон, 2–14 липня 1951
- Exhibition of Paintings by Franciszka Themerson, Watergate Theatre Club, Лондон, 11 вересня — 8 жовтня 1951
- Лондон Group, New Burlington Galleries, листопад 1951
- Лондон Group, квітень 1952
- Les Éditions de Gaberbocchus, La Hune, Париж, лютий — березень 1956
- Recent Paintings by Franciszka Themerson, Gallery One, Лондон, 1 — 20 лютого 1957
- A selection from the John Moores Liverpool Exhibition, RWS Galleries, Лондон, 12 — 22 лютого 1958
- New Paintings by Franciszka Themerson, Gallery One, Лондон, 12 травня — 6 червня 1958
- Paintings by Franciszka Themerson, Gallery One, Лондон, 12 травня — 7 червня 1959
- Women's International Art Club, RBA Galleries, Лондон, 19 січня — 3 лютого 1961
- Drian Artists, Drian Galleries, Лондон, 2 — 19 січня 1963
- Retrospective exhibition of paintings by Franciszka Themerson, Drian Galleries, Лондон. 10 вересня — 7 жовтня 1963
- Franciszka Themerson: malarstwo i rysunek, Zachęta, Варшава, лютий 1964
- Drian Artists 1964 exhibition, Drian Galleries, Лондон, січень 1964
- Franciszka Themerson och Kung Ubu, Marionetteatern Konstframjandet, Stockholm, 7 — 29 листопада 1964
- Franciszka Themerson drawings, Marjorie Parr Gallery, Лондон, 8 — 28 квітня 1965
- group H, thirty fifth exhibition, Better Books, Лондон, липень 1965
- Joseph Lacasse, Douglas Portway, Cecil Stephenson, Franciszka Themerson, Drian Galleries, Лондон, 6 вересня — 10 жовтня 1965
- The Second Ind Coope Art Collection, touring exhibition, 1965
- Franciszka Themerson Paintings, New Gallery, Belfast, 24 січня — 26 лютого 1966
- group H, thirty-sixth exhibition, Drian Galleries, Лондон, 4–21 жовтня 1966
- British Drawing Today, ICA, Лондон, 15 квітня — 6 травня 1967
- I Musici di Franciszka Themerson, Il Vicolo Galleria D'Arte, Genoa, 13–31 січня 1968
- Cybernetic Serendipity, designed by Franciszka Themerson, ICA, Лондон, 2 серпня — 20 жовтня 1968
- Franciszka Themerson, James Morrison, Alexander Cree, Richard Demarco Gallery, Edinburgh, 6 — 27 листопада 1968
- Franciszka Themerson, It all depends on the point of view, Whitechapel Art Gallery, Лондон, 9 вересня — 19 жовтгня 1975
- Prunella Clough, Adrian Heath, Jack Smith, Franciszka Themerson — Sunderland Arts Centre, 14 листопада — 6 грудня 1977
- Franciszka Themerson, paintings, drawings and theatre design, Gruenebaum Gallery, Ньй-Йорк, 7 грудня — 7 січня 1978
- Z kolekcji Haliny Nałęcz z Londynu — Muzeum Narodowe, Варшава, січень — лютий 1978
- Fantastiska figurer — Liljevalchs Konsthall, Stockholm, 1 червня — 16 вересня 1979
- Impasses — Galerie L'Ollave, Lyon, 6–22 березня 1980
- Stefan i Franciszka Themerson, Visual Researches — Muzeum Sztuki w Łodzi and tour, 1982
- Presences Polonaises — Centre Georges Pompidou, Париж, 23 червня — 26 вересня 1983
- Constructivism in Poland 1923 to 1936 — Kettle's Yard Gallery, Cambridge, 25 лютий — 8 квітень 1984; Riverside Studios, Лондон, квітень–травень 1984
- Painters in the Theatre — Gillian Jason Gallery, Лондон, 23 листопад — 22 грудень 1988
- Ubu Cent Ans de Règne — Musée-Galerie de la Seita, 12 травня — 12 червня 1981
- Minnesutställning: Themersons — Marionettmuseet, Stockholm, 15 травня — 14 червня 1989
- Franciszka Themerson, Stefan Themerson — Galeria Stara, Lublin, грудень 1990 — січень 1991
- Dziedzictwo — Galeria Kordegarda, Варшава, вересень 1991
- The Drawings of Franciszka Themerson (retrospective exhibition) — Nordjyllands Kunstmuseum, Aalborg, 6 вересня — 17 листопада 1991
- Franciszka Themerson Drawings — Gardner Centre, University of Sussex, Falmer, 1 — 28 жовтня 1992
- Polish Roots British Soil, artists of Polish origin working in Britain — City Centre, Edinburgh, 2 квітня — 22 травня 1993
- Festival: The World According to the Themersons (Świat według Themersonów) — Gdańsk, 26–29 травня 1993
- Franciszka Themerson, Figures in Space — Redfern Gallery, Лондон, 8 червня — 15 липня 1993
- Franciszka Themerson Designs for the Theatre — Olivier Foyer, Royal National Theatre, Лондон, 9 серпня — 25 вересня 1993
- Lines from Life, the art of Franciszka Themerson — Foyer Galleries, Level 2, Royal Festival Hall, Лондон, 9 серпня — 25 вересня 1993
- The Themersons and the Gaberbocchus Press, an Experiment in Publishing 1948—1979 — La Boetie, Ньй-Йорк, 14 жовтня — 15 січня 1993
- Gaberbocchus Press — The Poetry Library, Royal Festival Hall, Лондон, 15 листопада — 12 грудня 1993
- Franciszka and Stefan Themerson in Time and in Space, books, photograms, films 1928—1988 — Centrum Sztuki Współczesnej, Zamek Ujazdowski, Варшава, 23 листопада — 30 грудня 1993
- Franciszka Themerson i Teatr — Galeria ‘Pałacyk’ im. Tadeusza Kulisiewicza, Варшава, 13–22 грудня 1993
- The Themersons and the Gaberbocchus Press — an Experiment in Publishing 1948—1979 — bNO (beroepsvereninging Nederlandse Ontwerpers), Амстердам, 29 квітня — 20 травня 1994
- Another Reading — art inspired by the written word — Jason Rhodes, Лондон, 30 листопада 1994 — 30 січня 1995
- Gaberbocchus Press, un éditeur non conformiste 1948—1979 — Galerie Colbert, Bibliothèque nationale de France, Париж, 23 січня — 24 лютого 1996
- Franciszka Themerson: Unposted Letters 1940-42 — Imperial War Museum, Лондон, 15 лютого — 8 квітня 1996
- The Gaberbocchus Press of Stefan & Franciszka Themerson — Galerie Signe, Heerlen, The Netherlands, 29 серпня — 27 вересня 1998
- Franciszka Themerson: Białe Obrazy / White Paintings — Galeria Kordegarda, Варшава, 18 грудня 1998 — 17 січня 1999
- Franciszka Themerson: Why is the mind in the head? — Art First, Лондон, 13 січня — 11 лютого 1999
- UBU in UK — The Mayor Gallery, Лондон, 20 липня — 15 вересня 2000
- Franciszka Themerson: What shall I say? — Art First, Лондон, 2–19 квітня 2001
- Wyspy Themersonów w Poznaniu, Zamek i Galeria Oko/Ucho, Poznań, 21 жовтня — 14 листопада 2004
- Franciszka Themerson: Ubu Król / Drawings for Ubu Roi — Galeria Oko Ucho, Poznań, 21 жовтня — 14 листопада 2004
- Lightbox: Stefan & Franciszka Themerson, Tate Britain, Лондон, 2 травня — 28 червня 2009
- Themerson & Themerson, two exhibitions — Muzeum Mazowieckie, Płock, 13 вересня — 2 грудня 2012
- The Themersons and the Avant-Garde, Muzeum Sztuki w Łodzi, 22 лютого — 5 травня 2013
- Franciszka Themerson, a European Artist — 12 Star Gallery, Europe House, Лондон, 19 лютого — 8 березня 2013
- Franciszka Themerson, Why is the Mind in the Head?, GV Art, Лондон, 11–20 жовтня 2013
- Dni Themersonów w Warszawie (The Themerson Days in Варшава), 21–23 листопада 2013
- Ubu według Themersonów (Ubu according to the Themersons), Książnica Płocka, Płock, жовтень 2013
- Franciszka & Stefan Themerson: Books, Camera, Ubu — Camden Arts Centre, Лондон, березня 23 березня — 5 червня 2016
- Franciszka Themerson, Lines and Thoughts — l’étrangère, Лондон, 4 листопада — 16 грудня 2016
- Franciszka Themerson & UBU — Richard Saltoun Gallery, Лондон, 21 липня — 15 вересня 2017
- FT & it's in SW19, Norman Plastow Gallery, Wimbledon, Лондон, 29 вересня — 10 жовтня 2017
- Franciszka Themerson Lifelines — Centre for Contemporary Art, Łaźnia, Gdańsk, 12 липня — 13 жовтня 2019